# Eudorcas albonotata
Sous-espèce
Statut de conservation UICN

 LC  : Préoccupation mineure
Synonymes
- Gazella albonotata (W. Rothschild, 1903)[2],[3]
- Gazella rufifrons albonotata W. Rothschild, 1903[2]
- Gazella thomsonii albonotata W. Rothschild, 1903[2],[3]

Eudorcas albonotata (ou Eudorcas rufifrons albonotata) est une espèce (ou une sous-espèce) de mammifères artiodactyles de la famille des Bovidés.